# Martin Doernberg

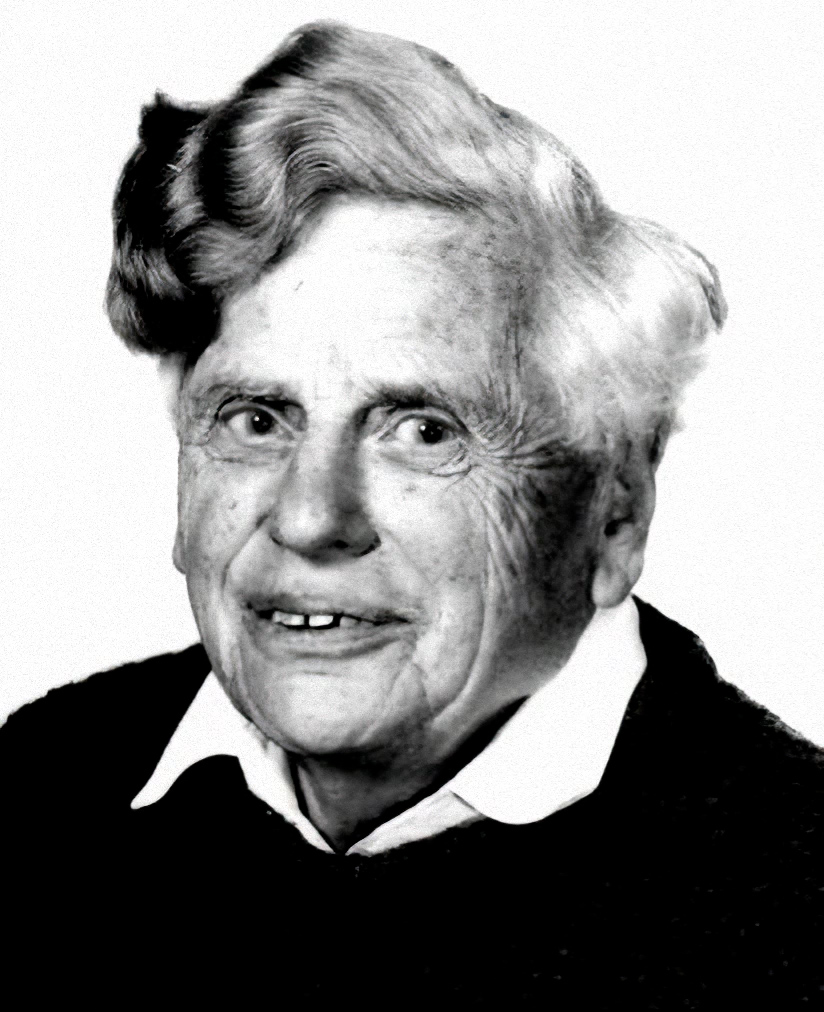

Martin Doernberg (* 4. März 1920 in Eschwege; † 8. März 2013 in Bad Nenndorf OT Waltringhausen) war ein deutsch-britischer Musiker, Komponist, Pädagoge, ev. Pfarrverwalter und Holocaust-Überlebender.

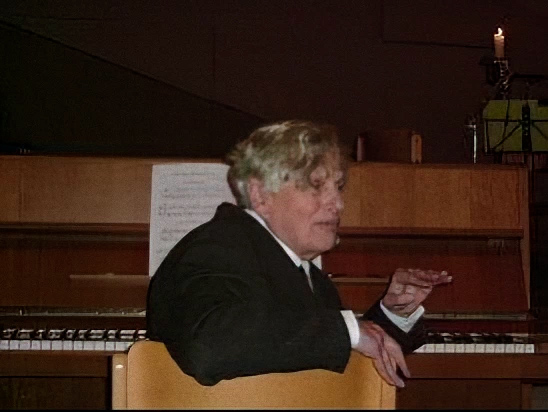

## Leben
Doernberg stammte aus einer liberalen jüdischen Familie. Seine Eltern besaßen eine Drogerie in Eschwege. Nach dem Besuch der dortigen Friedrich-Wilhelm-Schule (1930–1934) wurde er 1936 Schüler in dem jüdischen Auswandererlehrgut Groß Breesen in Schlesien. Nach den Ereignissen der Reichspogromnacht 1938 wurde er ins Konzentrationslager Buchenwald deportiert. Diese traumatische Erfahrung prägte sein Leben tief.
Nach seiner Freilassung gelang ihm gemeinsam mit seinem Bruder Erwin die Flucht nach England. Ihre Eltern sahen sie nie wieder. Von England aus wurden die Brüder wie viele andere jüdische Flüchtlinge von den britischen Behörden nach Kanada deportiert und interniert. Dort arbeitete Doernberg als Landarbeiter in einem Internierungslager und konnte dadurch seine physische Verfassung deutlich verbessern.
Nach der späteren Rückkehr nach England, wo er auch die britische Staatsbürgerschaft verliehen bekam, konnte er als Orchesterbratschist und königlicher Geigenlehrer (Royal Instructor of Music/R.I.M.) beruflich Fuß fassen. Durch die daraus entstandenen Kontakte ergab sich die Möglichkeit Kompositionsunterricht bei renommierten Komponisten wie i Alan Rawsthorne  und Stefan Wolpe zu nehmen. Während seiner Tätigkeit als Bratschist stellten sich erste Erfolge als Komponist der „gemäßigten Moderne“ ein. Sein „Adagio für Streicher“ wurde mehrfach im britischen Rundfunk ausgestrahlt und mehr als 60 seiner Kompositionen wurden verlegt.
Durch Vermittlung des ebenfalls aus Deutschland geflohenen Reform-Pädagogen Kurt Hahn bekam er eine Anstellung als Musiklehrer an der schottischen Internatsschule Gordonstoun, zu deren Schülern unter anderem Mitglieder der britischen Königsfamilie gehörten.
In den 1960er Jahren kehrte Doernberg aus privaten Gründen nach Deutschland zurück, wo er zunächst als Musiklehrer an der Hermann-Lietz-Schule auf Schloss Bieberstein und später am neugegründeten Ganztagsgymnasium Am Spalterhals in Barsinghausen arbeitete. 1973 begann Doernberg, der in den fünfziger Jahren zum Christentum konvertierte, nach einer einjährigen Ausbildung eine Tätigkeit als evangelischer Pfarrverwalter in den Gemeinden Bantorf und Hohenbostel bei Hannover, die er bis zu seiner Pensionierung 1985 ausübte. Seine kompositorische Tätigkeit führte er parallel dazu weiter.

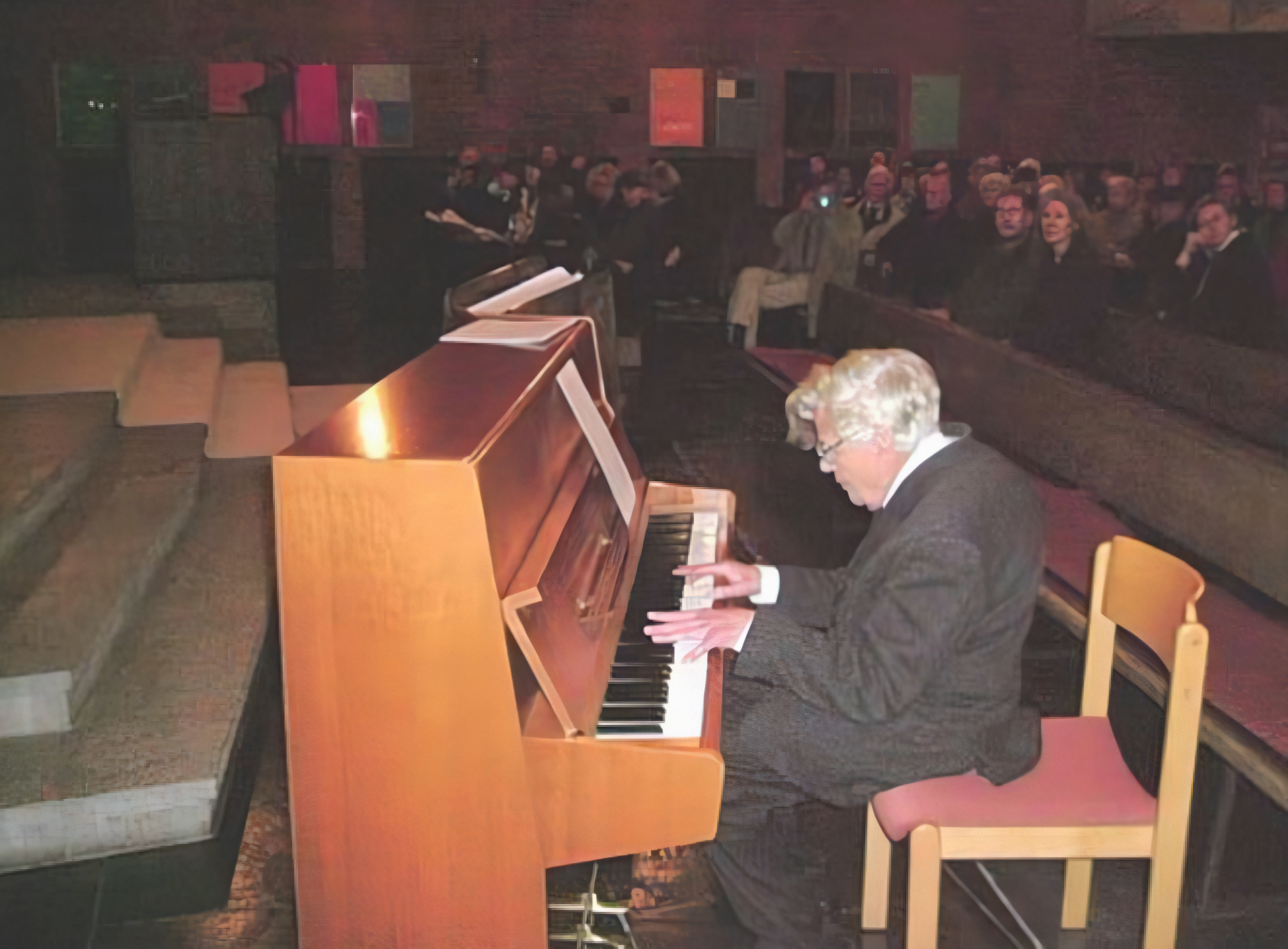

Aus seiner Ehe mit der Oberstudienrätin Gesine Doernberg, geb. Frey, gingen zwei Kinder, Ferdinand geb. 1967 und Curt Johannes geb. 1973 hervor, die später ebenfalls musikalische Laufbahnen einschlugen. Nach seiner Pensionierung ließ er sich mit seiner Familie in Waltringhausen, einem Ortsteil von Bad Nenndorf nieder.
Doernbergs musikalisches Schaffen umfasste ein breites Spektrum, von Orchesterwerken und Kammermusik bis hin zu geistlichen und weltlichen Vokalwerken. Stilistisch bewegte er sich zwischen tonaler und atonaler Musik, wobei er sich intensiv mit Komponisten wie Paul Hindemiths, Anton Webern und Gustav Mahler auseinandersetzte.
Als Zeitzeuge des Holocaust hielt er bis ins hohe Alter diverse Vorträge und wurde zu Diskussionsrunden eingeladen, wo er durchaus streitbar entgegen der Norm für eine Grundhaltung der Versöhnung und Vergebung plädierte. 
Doernberg starb 2013 im Alter von 93 Jahren eines natürlichen Todes und wurde auf dem Friedhof in Waltringhausen beigesetzt.